# Os Amantes do Tejo
Os Amantes do Tejo (em francês:  Les Amants du Tage) é um filme francês do género drama, realizado por Henri Verneuil e escrito por Marcel Rivet, com base no romance homónimo de Joseph Kessel. Estreou-se em Portugal a 18 de janeiro de 1955, e em França a 16 de março do mesmo ano.

## Argumento
O francês Pierre Roubier após ser julgado em França pelo assassinato da sua esposa, acaba tornando-se um motorista de táxi em Lisboa. É neste ramo que Pierre conhece a sedutora Katleen Dinver, uma viúva, e logo se apaixona perdidamente por ela. Mas Pierre descobre que Katleen é suspeita de assassinar seu marido. Prestes a partirem juntos para começar uma nova vida noutro lugar, a verdade separará os amantes para sempre.

## Elenco
- Daniel Gélin como Pierre Roubier
- Françoise Arnoul como Kathleen Dinver
- Trevor Howard como inspetor Lewis
- Amália Rodrigues como Amália
- Marcel Dalio como Porfírio
- Georges Chamarat como advogado
- Ginette Leclerc como Maria
- Jacques Moulières como Manuel
- Betty Stockfeld como Maisie
- Reggie Nalder como maître do hotel
- Jean Ozenne como senhor Dicson
- Albert Préjean
- Huguette Montréal como Françoise